# Quai de l'Horloge

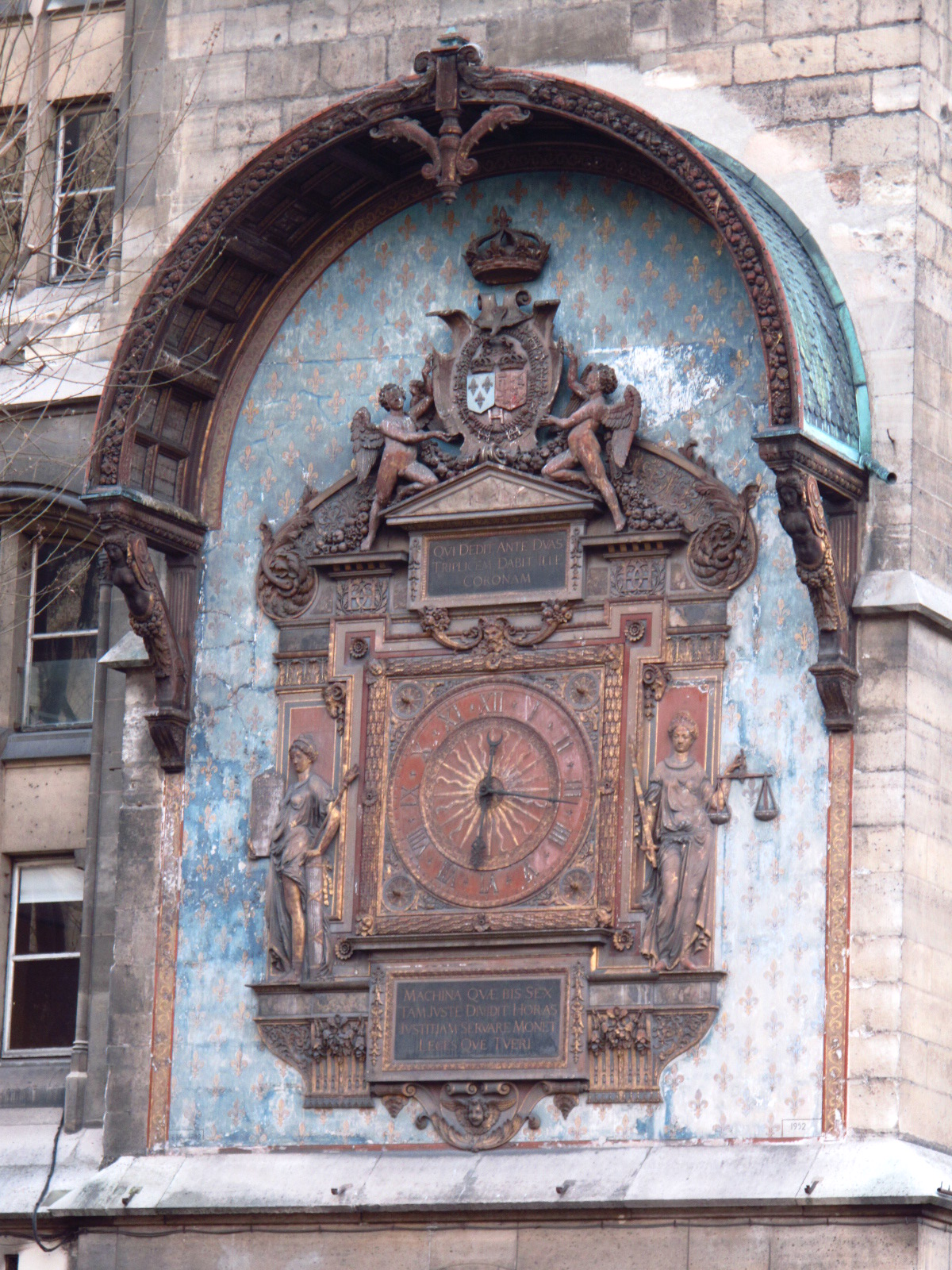
Orloj na nábřeží

Quai de l'Horloge (nábřeží Orloje) je nábřeží v Paříži na břehu řeky Seiny. Nachází se v 1. obvodu. Svůj název získalo podle orloje Justičního paláce.

## Poloha
Nábřeží vede po severním okraji ostrova Cité mezi mosty Pont au Change a Pont Neuf. Začíná na křižovatce s Boulevardem du Palais, kde na něj navazuje Quai de la Corse a končí na náměstí Place du Pont-Neuf na západním konci ostrova.

## Historie
Nábřeží bylo vybudováno v letech 1580–1611, částečně bylo prodlouženo v letech 1736 a 1816. Během své existence změnilo několikrát svůj název: Quai du Grand-Cours-d'Eau (v 18. století), Quai des Lunettes a Quai des Morfondus. Během Velké francouzské revoluce se nazývalo Quai du Nord.

## Zajímavé stavby
- Conciergerie, která je součástí Justičního paláce